# Le Progrès (parti politique)
Pour les articles homonymes, voir Le Progrès.
Le Progrès, auparavant Mouvement Le Progrès puis Progrès 974, est un parti politique réunionnais fondé en 2013, par des dissidents de la fédération locale du Parti socialiste.

## Historique
Le Mouvement Le Progrès est fondé le 3 mars 2013 par des élus socialistes, dont les députés Patrick Lebreton, Jean-Claude Fruteau et Jean-Jacques Vlody et le sénateur Michel Vergoz. Patrick Lebreton, Jean-Claude Fruteau et Michel Vergoz sont aussi maires, respectivement, de Saint-Joseph, Saint-Benoît et Sainte-Rose. Quatre des six élus socialistes au conseil régional et deux des six élus au conseil départemental rejoignent Le Progrès.
Le parti forme une liste aux élections régionales de 2015, avec le Parti communiste réunionnais et conduite par Patrick Lebreton. Jean-Jacques Vlody rejoint lui la liste socialiste d'Huguette Bello. La liste obtient 7 % au premier tour et fusionne avec les autres listes de gauche.
En mai 2016, alors que la crise des Frondeurs survient à l'Assemblée nationale, Patrick Lebreton quitte le groupe socialiste. Jean-Claude Fruteau, proche du président François Hollande, retourne au PS.
Le parti prend le nom de Progrès 974 en 2017.
Aux élections législatives de 2017, Progrès 974 présente une candidature dans la quatrième circonscription où siégeait jusque-là Patrick Lebreton. Virginie Gobalou échoue au second tour face au candidat Les Républicains David Lorion (46 %).
En 2022, après la formation de la NUPES en métropole, Le Progrès obtient, dans le cadre d'une union de la gauche, l'investiture dans la quatrième circonscription. Emeline K/Bidi est élue au second tour, avec 61 % des voix face à David Lorion.

## Représentation

### Assemblée nationale
- XIVe législature (2012-2017) :
  - Jean-Jacques Vlody, député de la 3e circonscription (jusqu'en 2015)
  - Patrick Lebreton, député de la 4e circonscription
  - Jean-Claude Fruteau, député de la 5e circonscription (jusqu'en 2016)
- XVIe législature (2022-2024) :
  - Emeline K/Bidi, députée de la 4e circonscription
- XVIIe législature (depuis 2024) :
  - Emeline K/Bidi, députée de la 4e circonscription

## Résultats électoraux

### Élections législatives
| Année | 1er tour | 1er tour | Rang (en nombre de voix) | 2d tour | 2d tour | Rang (en nombre de voix) | Sièges | Gouvernement |
| Année | Voix     | %        | Rang (en nombre de voix) | Voix    | %       | Rang (en nombre de voix) | Sièges | Gouvernement |
| ----- | -------- | -------- | ------------------------ | ------- | ------- | ------------------------ | ------ | ------------ |
| 2022  | 13 197   | 6,81     | 7e                       | 27 532  | 12,93   | 3e                       | 1 / 7  | Opposition   |
| 2024  | 22 696   | 7,59     | 4e                       | 32 405  | 10,50   | 4e                       | 1 / 7  | Opposition   |